# São Lourenço dos Órgãos (Santiago)

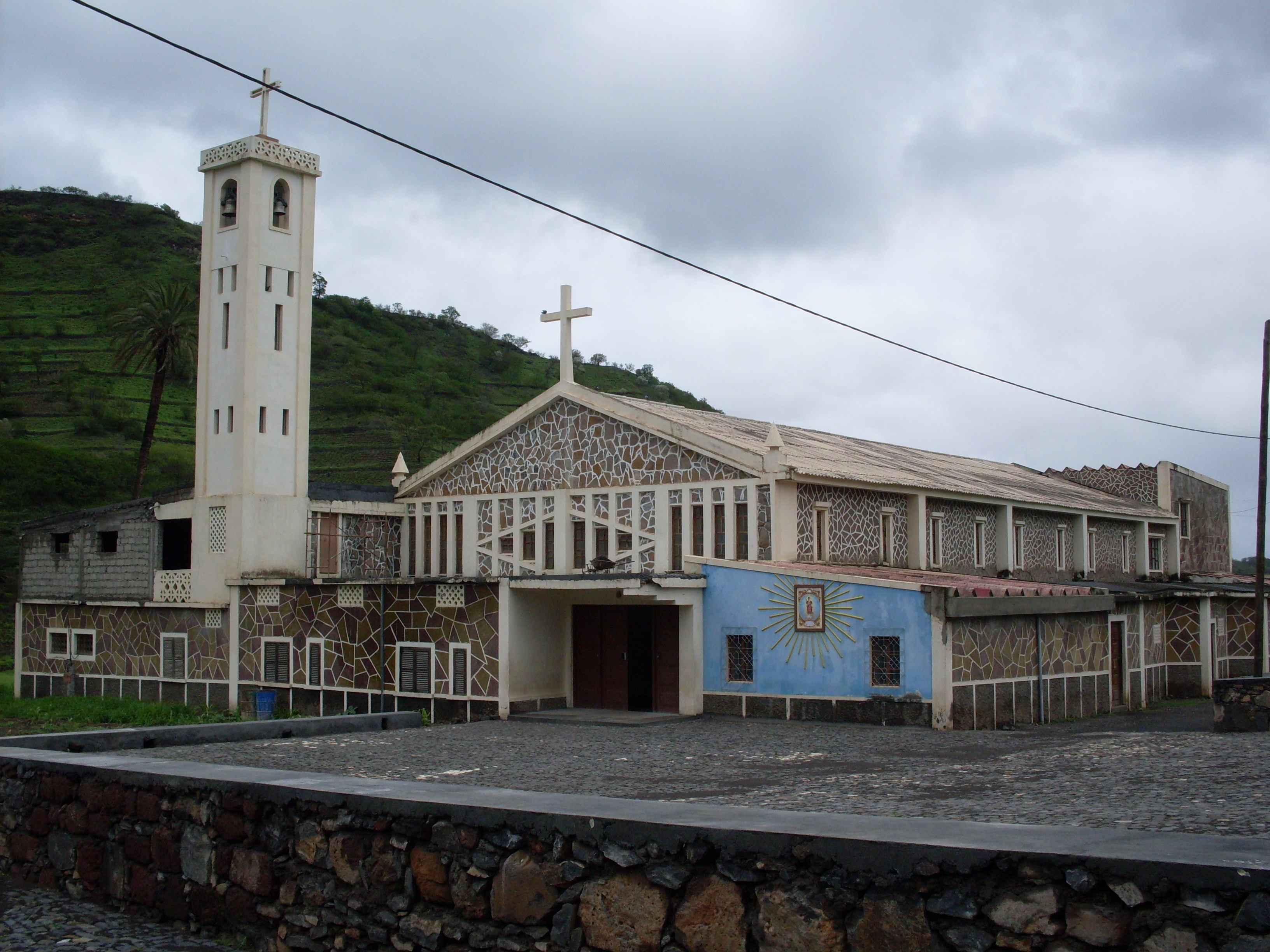
Igreja de São Lourenço dos Órgãos, em Órgãos.

São Lourenço dos Órgãos é uma freguesia de Cabo Verde. Pertence ao concelho de São Lourenço dos Órgãos e à ilha de Santiago. A sua área coincide com a Paróquia de São Lourenço dos Órgãos, e o feriado religioso é celabrado a 10 de agosto, dia de São Lourenço.

## Estabelecimentos
- Achada Costa (pop: 176)
- Boca Larga dos Órgãos (pop: 477)
- Carreira (pop: 122)
- Chã de Vaca (pop: 205)
- Covada  (pop: 240)
- Funco Bandeira (pop: 157)
- Funco Marques  (pop: 139)
- Fundura (pop: 112)
- João Goto (pop: 225)
- João Guela (pop: 228)
- João Teves (pop: 703)
- Lage (pop: 395)
- Lagedo (pop: 88)
- Levada (pop: 234)
- Longueira (pop: 326)
- Mato Raia (pop: 181)
- Montanha (pop: 462)
- Montanhinha (pop: 337)
- Órgãos Pequeno (also Órgãos Pequenhos) (pop: 479)
- Pedra Molar (pop: 402)
- Pico Antónia (pop: 628)
- Poilão Cabral (pop: 298)
- Ribeirão Galinha (pop: 472)
- São Jorge dos Órgãos (pop: 6)
- Várzea Fernandes (pop: 146)
- Várzea Igreja (pop: 112)